# Идиопатична белодробна фиброза
Идиопатична белодробна фиброза (ИБФ), популярно название за Идиопатичната пулмонална фиброза (ИПФ), е хетерогенно заболяване на белите дробове. Специфична е с високата смъртност на заболелите – средна преживяемост три години след поставяне на диагнозата, както и ограничените възможности за лечение.
Ходът на заболяването е хроничен, прогресивен и необратим, като патогенетичните механизми остават неизвестни.
Основните хистопатологични характеристики на идиопатичнита интерстициална пневмония са хетерогенни нарушения с участъци на суб-плеврална и парасептална фиброза, със зони тип „пчелна пита“ (кистични фиброзни участъци, маркирани от бронхиален епител, съдържащи муцин и различни проинфламаторни клетки) и нормален белодорбен паренхим, който е по-слабо засегнат от фиброзни промени.
Възпалителните промени не са толкова изразени и са представени предимно от отделни зони на лимфоплазматични интерстициални инфилтрати. Дисрегулацията на адаптивните имунни механизми и последващите възпалителни промени са в основата на формирането на белодробната фиброза.
Идиопатичната белодробна фиброза засяга най-често пушачите. Честотата на заболеваемост от Идиопатична белодорбна фиброза в Европа и Северна Америка е 3 – 9 случая на 100 000.